# Agyneta hedini
Agyneta hedini is een spinnensoort in de taxonomische indeling van de hangmatspinnen (Linyphiidae).
Het dier behoort tot het geslacht Agyneta. De wetenschappelijke naam van de soort werd voor het eerst geldig gepubliceerd in 2009 door Paquin & Dupérré.